# Antena 3 Internacional
Antena 3 Internacional es un canal de televisión por suscripción español, el cual actúa como la señal internacional del canal Antena 3 lanzada al aire el 2 de septiembre de 1996. Es propiedad de Atresmedia.

## Historia
El 30 de septiembre de 1996, se inauguró la señal internacional de Antena 3 en México en colaboración con MVS. Se convirtió, así, en la primera cadena privada española en salir al mundo.
En septiembre de 2016, Antena 3 Internacional cumple 20 años emitiendo su señal a más de 18 millones de hogares abonados en todo el mundo con más de 72 millones de espectadores. Actualmente, llega a unos 30 países en cuatro continentes.
Antena 3 Internacional emite parte de la programación del canal original en España junto con programas de La Sexta y otros canales del grupo Atresmedia. De este modo, ofrece información de actualidad tanto a nivel nacional como internacional a través de sus programas informativos, como Antena 3 Noticias, Espejo público, Salvados o Equipo de investigación. El canal combina esta programación con programas de entretenimiento, como pueden ser La ruleta de la suerte, Tu cara me suena o El hormiguero; y series como Velvet o Aquí no hay quien viva.
En febrero de 2019, Antena 3 Internacional fue censurada y sacada del aire por el gobierno de Nicolás Maduro en Venezuela. La razón fue porque el canal había transmitido en vivo el concierto Venezuela Aid Live. Al cabo de unos meses, el canal fue repuesto progresivamente en las operadoras de televisión de pago de ese país. Para octubre del mismo año, el canal regresó al aire al nivel nacional.

### 20.º Aniversario (octubre de 2016)
Con motivo de la celebración de su 20.º aniversario, Antena 3 Internacional realizó el 20 de octubre de 2016 un programa especial para el que contó con la colaboración de sus espectadores. A través de su página web, pudieron votar por sus 20 programas favoritos de todos los tiempos, dando así lugar a El programa de tu vida. El ganador de este ranking fue la serie Aquí no hay quien viva. Debido a su éxito, Antena 3 Internacional comenzó a emitirla de nuevo desde el principio en formato pop-up, ofreciendo a sus espectadores información adicional acerca de la serie y sus actores.
Además, el cocinero Karlos Arguiñano dedicó cuatro programas a la elaboración de comidas internacionales para celebrar el 20.º aniversario. El viernes 21 de octubre de 2016 preparó unas arepas venezolanas, el plato elegido por los espectadores de Antena 3 Internacional en su página web.
También Roberto Brasero, presentador de Tu Tiempo, solicitó a los espectadores que enviaran sus fotografías del cielo y los cambios meteorológicos desde todas partes del mundo.